# 叉尾似弱棘魚
叉尾似弱棘魚，為輻鰭魚綱刺尾鯛目弱棘魚科似弱棘魚屬的其中一種，分布於印度西太平洋區，從南非至所羅門群島海域，棲息深度40-70公尺，本魚身體淺橄欖灰色，顏色較深在上，腹部淡藍色，藍紫色帶連接眼中劃過前吻、嘴唇和臉頰，前1/3的胸鰭藍白色，其餘淺黃色，背鰭硬棘10枚；背鰭軟條13枚；臀鰭硬棘2枚；臀鰭軟條12枚，體長可達21公分，生活在礁沙混合區海域，為底棲性魚類，屬肉食性，可作為觀賞魚。

## 擴展閱讀
維基物種上的相關：叉尾似弱棘魚